# S.S. Lazio
Società Sportiva Lazio, ili jednostavno Lazio je talijanski nogometni klub iz Rima. Osnovan je 1900. godine. 
Lazio je, osim što je dva puta osvajao naslov prvaka Serie A, te sedam puta talijanski kup, osvojio je i Kup pobjednika kupova i Europski superkup 1999. godine.
Lazio svoje domaće utakmice igra na stadionu Olimpico, kojeg dijeli s gradskim rivalom Romom. S kapacitetom od 70.634 mjesta, Stadio Olimpico je drugi najveći talijanski stadion, samo San Siro je veći.

## Klupski uspjesi

### Domaći naslovi
Serie A:
- Prvak (2): 1973./74., 1999./00.
- Drugi (3): 1936./37., 1994./95., 1998./99.

Talijanski kup:
- Osvajač (7): 1958., 1997./98., 1999./00., 2003./04., 2008./09., 2012./13., 2018./19.
- Finalist (1): 1960./61.

Talijanski superkup:
- Osvajač (5): 1998., 2000., 2009., 2017., 2019.
- Finalist (2): 2004., 2013.

Serie B:
- Prvak (1):  1968./69.
- Drugi (3) : 1962./63., 1971./72., 1982./83.

### Europski naslovi
Kup UEFA:
- Finalist (1): 1997./98.

Kup pobjednika kupova:
- Prvak (1): 1998./99.

UEFA Superkup:
- Prvak (1): 1999.

Kup Alpa:
- Prvak (1): 1971.

## Vanjske poveznice
- Službene stranice